# Mesocnemis singularis
Mesocnemis singularis là một loài chuồn chuồn kim thuộc họ Platycnemididae. Loài này có ở Angola, Botswana, Cameroon, Cộng hòa Dân chủ Congo, Bờ Biển Ngà, Gabon, Ghana, Guinea, Kenya, Liberia, Malawi, Mozambique, Namibia, Nigeria, Sierra Leone, Nam Phi, Sudan, Tanzania, Togo, Uganda, Zambia, Zimbabwe, có thể cả Burundi, và có thể cả Ethiopia. Môi trường sống tự nhiên của chúng là rừng ẩm vùng đất thấp nhiệt đới hoặc cận nhiệt đới, xavan ẩm, vùng cây bụi khô khu vực nhiệt đới hoặc cận nhiệt đới, vùng cây bụi ẩm khu vực nhiệt đới hoặc cận nhiệt đới, sông ngòi, và hồ nước ngọt.